# Martie 1988
Acest articol este generat integral pe baza informațiilor din articolul 1988 și este actualizat periodic de un robot.
 Editările făcute în articol vor fi șterse la următoarea actualizare! Dacă doriți să faceți modificări, editați articolul-sursă.

ianuarie -
februarie -
martie -
aprilie -
mai -
iunie -
iulie -
august -
septembrie -
octombrie -
noiembrie -
decembrie
Martie 1988 a fost a treia lună a anului și a început într-o zi de marți.

## Nașteri
- 2 martie: Vito Mannone, fotbalst italian (portar)
- 2 martie: Kate Alexa, muziciană australiană
- 4 martie: Laura Siegemund, jucătoare de tenis germană
- 6 martie: Agnes Carlsson, cântăreață suedeză
- 6 martie: Simon Mignolet, fotbalist belgian (portar)
- 8 martie: Jahmir Hyka, fotbalist albanez
- 10 martie: Ivan Rakitić, fotbalist croat
- 10 martie: Edgars Gauračs, fotbalist leton (atacant)
- 11 martie: Igor Andronic, fotbalist din R. Moldova
- 11 martie: Fábio Coentrão (Fábio Alexandre da Silva Coentrão), fotbalist portughez
- 12 martie: Konstantinos Mitroglou, fotbalist grec (atacant)
- 12 martie: Kim Ji-yeon, scrimeră sud-coreeană
- 14 martie: Sasha Grey, actriță americană de filme pentru adulți
- 14 martie: Luminița Pișcoran, atletă română
- 14 martie: Stephen Curry, baschetbalist american
- 15 martie: Sebastián Pol (Marcos Sebastián Pol Gutiérrez), fotbalist argentinian (atacant)
- 15 martie: Andrés Molteni, jucător de tenis argentinian
- 17 martie: Fraser Gerard Forster, fotbalist englez (portar)
- 17 martie: Laurențiu Iorga, fotbalist român
- 17 martie: Mihai Luca, fotbalist român (portar)
- 19 martie: José Montiel (José Arnulfo Montiel Núñez), fotbalist paraguayan
- 21 martie: Cristian Emanuel Bălgrădean, fotbalist român (portar)
- 22 martie: Qays Shayesteh, fotbalist afgano-neerlandez
- 23 martie: Jason Kenny, ciclist britanic
- 23 martie: Tomoya Ugajin, fotbalist japonez
- 23 martie: Bogdan Nechifor, actor român
- 24 martie: Szabina Mayer, handbalistă maghiară
- 27 martie: Brenda Song, actriță americană și model
- 27 martie: Atsuto Uchida, fotbalist japonez
- 28 martie: Samuel de Araújo Miranda, fotbalist brazilian
- 29 martie: Andrei Ionescu, fotbalist român
- 30 martie: Andrei Bugneac, fotbalist din R. Moldova (atacant)

## Decese
- 3 martie: Henryk Szeryng, 69 ani, muzician polonez (n. 1918)
- 6 martie: Eugen Trancu-Iași, 75 ani, jurnalist român (n. 1912)
- 9 martie: Kurt Georg Kiesinger, 83 ani, om politic german, cancelar al RFG (1966-1969), (n. 1904)